# Alfred Görnemann
Alfred Görnemann (1 de septiembre de 1877-11 de octubre de 1903) fue un deportista alemán que compitió en ciclismo en la modalidad de pista. Ganó tres medallas en el Campeonato Mundial de Ciclismo en Pista entre los años 1901 y 1903.

## Medallero internacional
| Campeonato Mundial | Campeonato Mundial     | Campeonato Mundial | Campeonato Mundial |
| Año                | Lugar                  | Medalla            | Competición        |
| ------------------ | ---------------------- | ------------------ | ------------------ |
| 1901               | Berlín (Alemania)      | Medalla de bronce  | Medio fondo (A)    |
| 1902               | Berlín (Alemania)      | Medalla de oro     | Medio fondo (A)    |
| 1903               | Copenhague (Dinamarca) | Medalla de bronce  | Medio fondo (P)    |